# Inquisitie in de Nederlanden
De inquisitie in de Nederlanden was in de middeleeuwen  – net zoals in andere delen van Europa – het terrein van bisschoppen en pauselijke inquisiteurs. De  inquisitie had als doel de religieuze  en sociale orde in de samenleving te handhaven en werkte samen met de wereldlijke autoriteiten om de gelovigen te beschermen tegen de afvalligen. Tot het begin van de reformatie werd de inquisitie in de Nederlanden, evenals in de rest van Europa geaccepteerd als een noodzakelijke instelling die de samenleving beschermde tegen religieuze wanorde en chaos. 

## De oorsprong van de bisschoppelijke en pauselijke inquisitie
Tot 1184 werden de acties om ketterij te onderdrukken vooral geïnitieerd door de gezagsdragers van de kerk in de gebieden waar deze afvalligheid voorkwam. Het waren de  bisschoppen die in hun gebied verantwoordelijk waren om actie te ondernemen. In dat jaar vaardigde paus Lucius III de bul Ad Abolendam (met het doel af te schaffen) uit. Hierin werden een aantal richtlijnen vermeld als uitbreiding en verduidelijking van al bestaande maatregelen. Verdachte parochies dienden enkele malen per jaar gevisiteerd te worden om ketterij op te sporen. Personen die schuldig werden bevonden dienden te worden overgeleverd aan de burgerlijke autoriteiten om een gepaste straf te krijgen. Dit decreet kan gezien worden als de oorsprong van de bisschoppelijke inquisitie.  
Vaak ondernamen bisschoppen echter nauwelijks enige actie waardoor ketterij in sommige gebieden zich kon uitbreiden. Met name paus Gregorius IX (1227-1241) was van opvatting dat de bisschoppen hun verantwoordelijkheid in de bestrijding van ketterij onvoldoende uitvoerden. De paus stelde van tijd tot tijd dan ook persoonlijke legaten, zoals Konrad von Marburg aan om die te bestrijden. Dit was de eerste aanzet tot wat de pauselijke inquisitie zou worden.  
In 1231 werd de functie van gespecialiseerd ondervrager gecreëerd en de hele inquisitoriale procedure vastgelegd. In 1232  legde hij vast dat de dominicanen de verantwoordelijkheid zouden krijgen het katharisme te bestrijden.  Meer in het algemeen kregen bedelordes als vooral de dominicanen maar ook wel de franciscanen van de paus de opdracht de ketterij uit te roeien. In 1233 werd deze pauselijke inquisitie volledig onafhankelijk van lokale overheden. Tegen hun vonnis was geen beroep mogelijk ook niet bij een bisschop of een vorst. In de late middeleeuwen werd voor de rechtbanken van deze inquisitie de processen gevoerd tegen onder meer de tempeliers, Johannes Hus, Jeanne d'Arc en Savonarola. 
Er waren perioden en gebieden waar sprake was van goede samenwerking tussen bisschoppelijke en pauselijke inquisitie, maar er was ook geregeld sprake van rivaliteit en tegenwerking. Geen enkele paus slaagde erin om complete controle over de vervolging van ketterij te verkrijgen. Vorsten, prinsen, bisschoppen, seculiere autoriteiten hadden allemaal een rol in het vervolgen van ketterij. Eind dertiende eeuw was die controle van de pausen op een dieptepunt. De inquisitierechtbanken  handelden toen vrijwel geheel onafhankelijk. Het was vaak onmogelijk om misbruik te voorkomen of te bestraffen. Het excessief wrede handelen van de pauselijk inquisiteur Robert le Bougre is een voorbeeld daarvan. 
Pauselijke inquisiteurs waren gedurende de gehele dertiende eeuw in de Nederlanden aanwezig en konden over het algemeen redelijk samenwerken met de bisschoppen. In de eerste helft van de veertiende eeuw zijn die er niet meer. Dat gebeurt pas weer in de tweede helft van die eeuw. In de vijftiende eeuw opereert dan weer het samenwerkingsverband met de bisschoppen. In hoeverre in deze periode nu echt effectief tegen ketters is opgetreden is moeilijk te beoordelen. Ondanks een pauselijke opdracht tot grondig onderzoek worden de in de Nederlanden talrijke begijnen en begarden vrijwel ongestoord gelaten. Waar in Frankrijk de begijn Margareta Porete na een proces veroordeeld wordt tot de brandstapel, wordt hier tegen Hadewijch en haar volgelingen geen actie ondernomen. 
De wereldlijke overheid in de Nederlanden heeft gedurende de gehele middeleeuwen een ondergeschikte positie ten aanzien van het bestrijden van ketterij. Zij komt pas in actie als de openbare orde bedreigd wordt, zoals bij sektes van de flagellanten en bij dansmanies (springprocessies, Sint-Vitusdans)

## Maatregelen in de zestiende eeuw

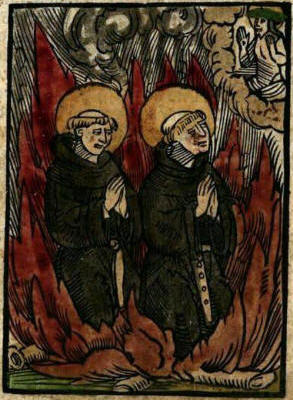
Houtsnede uit 1523 over twee doodstraffen uitgesproken door Frans van der Hulst: Jan van Essen en Hendrik Voes waren in 1522 de eersten die op last van de inquisitie op de brandstapel kwamen. Straf werd uitgevoerd in Brussel

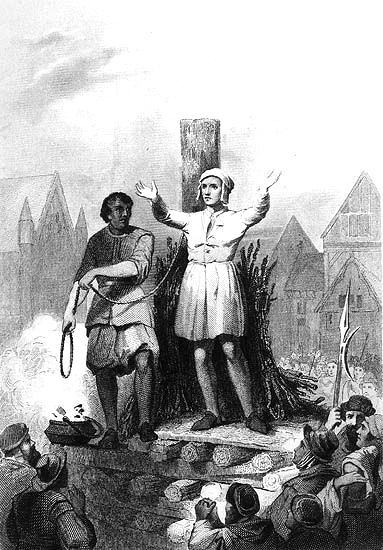
Jan de Bakker was de eerste die in 1525 in de noordelijke Nederlanden op basis van een vonnis door Ruard Tapper en Nicolas Coppin op de brandstapel kwam. Een 19e-eeuwse impressie van deze gebeurtenis op het Binnenhof in Den Haag

Keizer Karel V zag de christelijke eenheid in zijn rijk bedreigd en wilde alles in het werk stellen die te handhaven. De keizer zag de toenemende weerklank van de ideeën van Maarten Luther  in de Nederlanden niet alleen als ketterij, maar ook als een fundamentele bedreiging van de door God ingestelde maatschappelijke orde. In januari 1521 werd Luther in de kerkelijke ban gedaan. In mei van dat jaar werd Luther direct na afloop van de rijksdag van Worms door de keizer in de rijksban gedaan. Hij werd vogelvrij verklaard en de verbranding van zijn geschriften werd bevolen. Het edict van Worms werd in juli 1521 afgekondigd in een aantal steden in de Nederlanden. Het verbood het bezit en de verspreiding  van Lutherse literatuur. Ieder nieuw boek dat de Bijbel behandelde of interpreteerde moest voorafgaand aan het drukken en verspreiden goedgekeurd worden middels een procedure waarin met name  een rol voor de theologische faculteit van de Universiteit van Leuven was. 
De  conventikels, geheime bijeenkomsten waarin afwijkende religieuze denkbeelden (zoals die van Luther) werden besproken, waren voortaan verboden. In juli van dat jaar organiseerde de pauselijke nuntius Hieronymus Aleander boekverbrandingen in Antwerpen en Gent. 
De keizer achtte het het toenmalig bestaande instrumentarium om ketterij te bestrijden, de bisschoppelijke en pauselijke inquisiteurs, onvoldoende. De grote omvang van de toenmalige bisdommen en het feit dat van een aantal de zetel buiten de Nederlanden lag, maakte controle op hun handelen ten aanzien van het bestrijden van ketterij moeilijk. Karel V liet die bestaande structuren ongemoeid maar vulde die aan met twee andere elementen.
De eerste is de instelling van een ambt van inquisiteur-generaal. In 1522 benoemt de keizer de eerste  inquisiteur-generaal die vergaande bevoegdheden verkrijgt in het kader van de bestrijding van ketterij. Daarmee zou hij het inquisitoriale systeem zonder kerkelijke benoeming onder de bevoegdheden van het centrale gezag in de Nederlanden willen brengen. De benoeming van deze Frans van der Hulst liep echter uit op een fiasco en deze moest dan ook reeds in 1523 ontslagen worden. Hierna gaat een systeem in de Nederlanden functioneren waarbij het centrale gezag inquisiteurs-generaal voordraagt voor benoeming door de paus. Feitelijk is de keus van het centraal gezag doorslaggevend voor de selectie van de inquisiteurs-generaal. Meestal werden er na 1523 ook meerdere tegelijk voorgedragen en benoemd die ieder een werkgebied in de Nederlanden verkregen. 
In 1524 werden Nicolas Coppin, Olivier Buedens en Nicolaas Houzeau benoemd. Inquisiteurs-generaal konden hun taken delegeren aan onderinquisiteurs die dan de zelfde bevoegdheden hadden. In 1526 werden bijvoorbeeld twee onderinquisiteurs in Amsterdam gestationeerd. Dat gebeurde overigens op initiatief van het Hof van Holland. Dit systeem bleef ruim vier decennia functioneren. Michel de Bay en Franciscus Sonnius waren de laatst benoemde inquisiteurs-generaal. 
Het tweede element was het creëren van een wetgevend kader door middel van plakkaten. Hierin werden de maatregelen te bestrijding van de ketterij, verboden op bezit, drukken en verspreiding van reformatorische literatuur, verboden op bepaalde bijeenkomsten, etc. vastgelegd. Van 1520 tot 1550 zou Karel V tientallen ketterijplakkaten uitvaardigen. Wereldlijke rechtbanken op zowel stedelijk als provinciaal niveau verkregen de bevoegdheid tot vervolgen van ketterij op basis van die plakkaten. Feitelijk werden zij daartoe verplicht. In de  praktijk waren er nog andere instanties zoals de Geheime Raad en de universiteit van Leuven die ook actief waren op het gebied van bestrijding van ketterij. Theologen van de universiteit stelden de index van Leuven op. 

## Organisatie

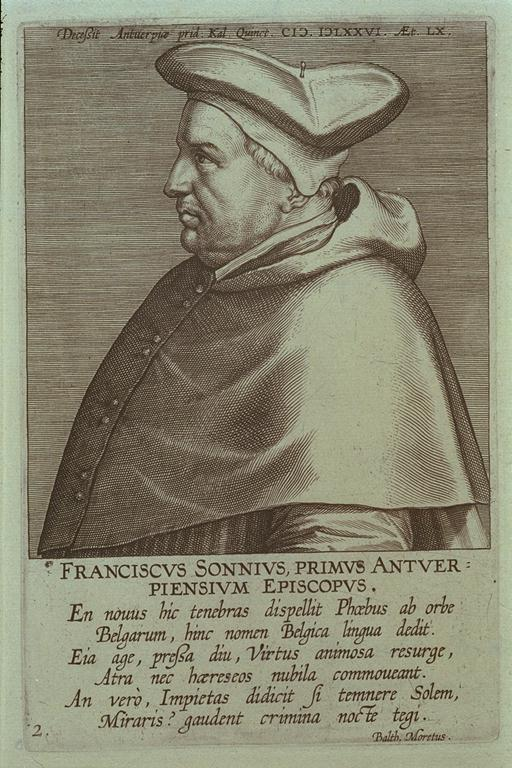
Franciscus Sonnius, een van de inquisiteurs-generaal

Inquisiteurs-generaal hadden een relatief passieve opvatting over de aard van hun ambt. Zij gingen niet of nooit zelf op zoek naar aanwezigheid van ketterij. Processen werden vrijwel altijd door wereldlijke overheden gestart. De inquisiteurs-generaal namen zelden zelf het initiatief tot vervolging. Zij hadden in de eerste plaats een rol als het handelde om de inhoudelijke kanten van een proces, zoals geloofsonderzoek, vaststellen of er wel of niet sprake was van oprecht berouw en het vonnis. Zij konden ook getuigen verhoren. Zij stelden zich op als experts die op afroep beschikbaar waren.  
De wereldlijke autoriteiten zorgden voor zaken als arrestatie, detentie , uitvoering van het vonnis. Er waren uitzonderingen op deze verdeling van verantwoordelijkheden. Ook wereldlijke rechters voerden wel eens het geloofsonderzoek uit.  
Bij belangrijke processen werd ad hoc een inquisitierechtbank opgericht. Daarin waren dan vertegenwoordigers van zowel de wereldlijke als de geestelijke macht aanwezig met de inquisiteur-generaal als voorzitter. De procureur-generaal had de rol van openbaar aanklager. De aanwezigheid van vertegenwoordigers van de wereldlijke macht maakte het mogelijk de doodstraf als vonnis uit te spreken. Alleen de wereldlijke macht kon uitvoering geven aan de doodstraf voor ketters.  
In het algemeen werd de doodstraf door inquisiteurs opgevat als een nederlaag. Het was in de eerste plaats de bedoeling van de inquisiteur een verdachte met de moederkerk te verzoenen. Er werd door middel van bijvoorbeeld catechese alles in het werk gesteld een verdachte van zijn dwalingen af te brengen en die te laten herroepen. Als dat lukte werd een herroepingsakte opgesteld. Daarin was altijd sprake van een openbare herroeping. Er was daarnaast meestal ook sprake van aanvullende straffen als bijvoorbeeld geldboetes, verplichte bedevaart en verbanningen. Vanaf ongeveer 1530 kwam er echter nieuwe wetgeving die deze matiging van de strafmaat sterk gaat beperken.

## Verdere positionering van inquisiteurs en verharding  van de wetgeving

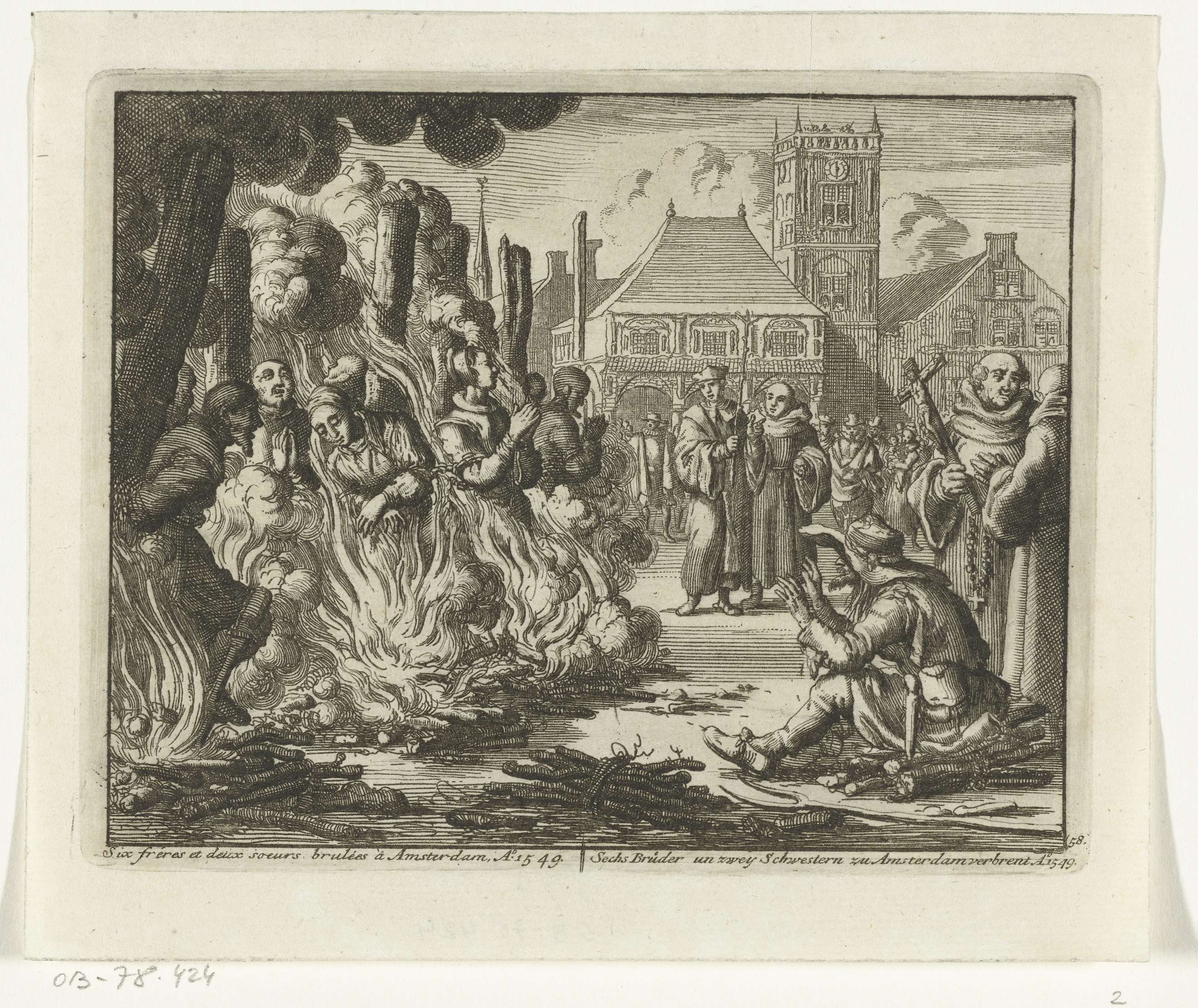
In 1549 werden in Amsterdam voor het stadhuis acht anabaptisten tegelijk verbrand. Prent van Jan Luyken

Het effect  van al deze maatregelen was gering. Het reformatorisch gedachtegoed bleef zich verspreiden en uitbreiden. De keizer reageerde met een andere positiebepaling van de inquisiteurs. In 1545 werd het aantal inquisiteurs sterk uitgebreid.  Ruard Tapper en Michel Drieux werden benoemd als inquisiteur-generaal. De laatste was ook officiaal voor het bisdom Luik. In alle gewesten van de Nederlanden worden twee permanente onderinquisiteurs aangesteld. De verantwoordelijkheden van verschillende autoriteiten werden scherper beschreven en van elkaar onderscheiden. De essentie is dat de wereldlijke rechtbanken nog meer dan voorheen het zwaartepunt moesten worden van de vervolging van ketters. De inquisiteurs kregen veel meer een rol om ketterij op te sporen. Dat vereiste dat zij veel meer dan voorheen  proactief zouden gaan handelen. De enige inquisiteur die  volledig handelde volgens deze instructie was Pieter Titelmans. De latere zeer negatieve  beeldvorming over de inquisitie in de Nederlanden is voor een deel door zijn – vaak excessief – optreden beïnvloed.  
De tweede reactie van de keizer was dat in de plakkaten steeds zwaardere straffen op ketterij werden vastgelegd. In 1529 werd de doodstraf expliciet benoemd als op te leggen voor die personen die na een eerdere herroeping opnieuw in ketterij waren vervallen. Vanaf 1530 verscheen een reeks plakkaten die vooral verband hield met de opkomst van het anabaptisme. Die werden ook als sociaal-revolutionairen gezien. Hierin is sprake van het moeten opleggen van de doodstraf tegen dopersen, ook als zij willen herroepen. 
In het plakkaat van 1531 werden ook strenge lijfstraffen geëist voor drukkers en schrijvers die zich niet hielden aan de censuur; zij moesten met een gloeiend ijzer in de vorm van een kruis gebrandmerkt worden, een oog uitgestoken worden of een hand afgehakt. Een plakkaat uit 1540 geeft de rechtbanken nog een keer expliciet  de opdracht om die straffen vermeld in eerdere plakkaten ook op te leggen. Het matigen van de opgelegde straf werd niet langer toegestaan. 
Het zogenaamde bloedplakkaat uit 1550 is het sluitstuk in de wetgeving tegen ketterij. Hierin werd het uitgangspunt van genade voor personen die berouw hadden en zich weer wilden verzoenen met de kerk geheel opgegeven. Berouwvolle vrouwen dienden levend te worden begraven; berouwvolle mannen dienden te worden onthoofd. Personen die geen berouw toonden dienden op de brandstapel te komen.   

## Het einde van de inquisitie

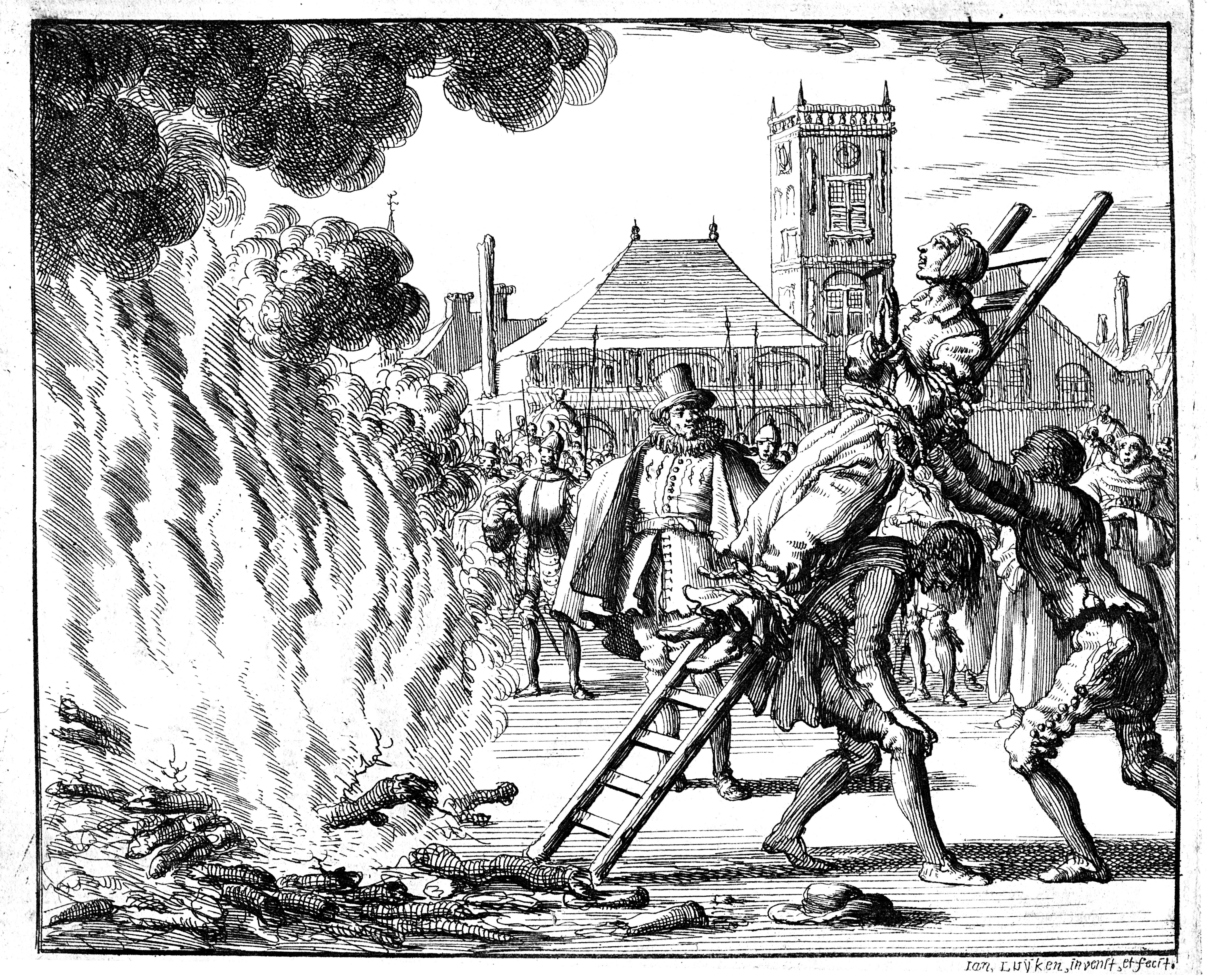
De Friese anabaptist Anneken Hendriks wordt in 1571 in Amsterdam verbrand.Prent van Jan Luyken

De verscherping van de repressie ging in de jaren na 1550 tot steeds grotere spanningen leiden. Een van de eerste maatregelen van Filips II in 1555 was het bloedplakkaat opnieuw af te kondigen. Dat maakte duidelijk dat hij niet van plan was het strenge ketterijbeleid van zijn vader te wijzigen.  
Door wereldlijke autoriteiten werd het vaak als onmogelijk beschouwd hier ten volle uitvoering aan te geven. Er waren steden waarvan het bestuur dan ook zo laks als mogelijk optrad. Ook een meerderheid van de inquisiteurs was ontevreden over de omstandigheden waarin zij moesten werken. Zij konden zich niet vinden in hun nu duidelijk ondergeschikte positie ten aanzien van de wereldlijke macht. Veel van de inquisiteurs vonden de bepalingen in het bloedplakkaat veel te streng en probeerden in de praktijk nog steeds een verzoening van de verdachte met de moederkerk na te streven. Executies door de brandstapel werden bemoeilijkt door een oproerig publiek. In Antwerpen werd besloten de terechtstellingen van ketters geen publiek karakter meer te geven. Deze terechtstellingen vonden in beslotenheid plaats door middel van verdrinking in een vat.  
Een aantal inquisiteurs wenste onder deze omstandigheden niet verder te werken en dienden in de jaren 1560  hun ontslag in. De eerste was Wilhelmus Lindanus, een van de onderinquisiteurs. Dat wordt 1565 gevolgd door de toenmalige  inquisiteurs-generaal, Michel de Bay en Josse Ravesteyn (Tiletanus). Filips II vraagt echter de landvoogdes Margaretha van Parma druk uit te oefenen op beiden om hun functie weer te aanvaarden. Na het in ontvangst nemen van het smeekschrift van de Nederlandse edelen in 1566 schortte zij de plakkaten op en trok het mandaat van Michel de Bay en Josse Ravesteyn in die dus nu voor de tweede maal ontslagen worden. 
Na de Beeldenstorm doet de in 1567 in de Nederlanden gearriveerde Alva voor het bestraffen en herstellen van de orde  geen beroep op wat nog resteerde van het inquisitoriaal systeem. Dat verliep geheel via de Raad van Beroerten. Enkele inquisiteurs werden nog in 1570 en 1572 ingezet bij de uitvoering van  een uitgevaardigd generaal pardon en in een beperkt aantal gevallen treden zij nog op bij processen. Traditioneel wordt de Pacificatie van Gent van 8 november 1576 beschouwd als het einde van de inquisitie in de Nederlanden. De laatste executie op last van de inquisitie in de noordelijke Nederlanden vond plaats in 1574 te Leeuwarden

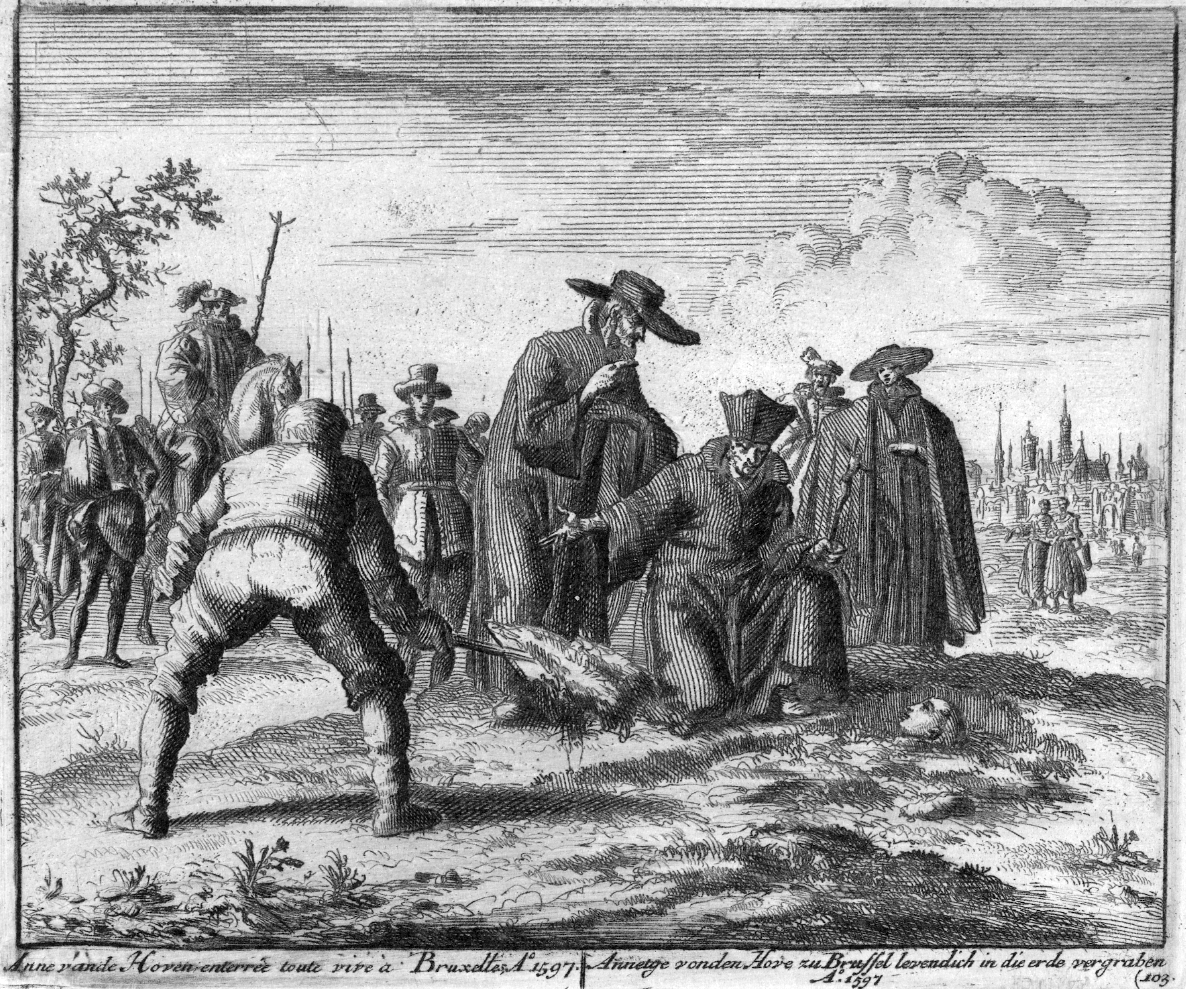
De laatste terechtstelling vanwege geloofsovertuiging in de zuidelijke Nederlanden. Anna Utenhoven wordt in 1597 levend begraven in Vilvoorde.Prent van Jan Luyken

Vanaf de jaren 1540 waren er voorstellen gedaan om de bestaande bisdommen in de Nederlanden te herstructureren. De meeste van die voorstellen waren afkomstig van de inquisiteur-generaal Franciscus Sonnius. In zijn voorstellen was naast een hervorming van de diocesane structuur in de Nederlanden ook sprake van andere verantwoordelijkheden voor de bestrijding van ketterij. Sonnius stelde voor die verantwoordelijkheid weer opnieuw geheel bij de bisschoppen te leggen. In 1559 werd de hervorming van de diocesane structuur in de bul Super universas door paus Paulus IV bekrachtigd. De bisdommen in de noordelijke Nederlanden waren alle door het verloop van de Opstand voor 1600 al weer opgeheven. In de zuidelijke Nederlanden functioneerden  de nieuwe bisdommen pas tegen het eind van de eeuw. De verantwoordelijkheid voor de bestrijding van ketterij en het onderzoek ernaar kwam daar zo weer bij de bisschoppen terecht. Na de restauratie van het Spaanse gezag in de zuidelijke Nederlanden vonden daar nog enige terechtstellingen plaats. De laatste daarvan was in 1597.

## Beeldvorming en getallen
Er is een wezenlijk verschil geweest in de organisatorische vorm van de inquisitie in de Nederlanden en die van bijvoorbeeld de  Spaanse inquisitie  en Romeinse inquisitie. Dit waren gecentraliseerde, bureaucratische permanente instituties. Er werden door het centraal gezag in de Nederlanden na omstreeks 1540 wel pogingen tot centralisatie ondernomen, maar  van echte institutionalisering is hier geen sprake geweest. Er was een ambt van inquisiteur dat werd uitgeoefend op basis van een strikt persoonsgebonden mandaat dat los stond van een instelling of  instituut. De meeste inquisiteurs in de Nederlanden hadden naast die functie ook nog andere functies. De inquisitie in de Nederlanden had bijvoorbeeld ook geen eigen gebouw, geen eigen archief. 
Tot in de twintigste eeuw was er een beeld van het aantal slachtoffers van de inquisitie in de Nederlanden dat in de tienduizenden liep. Daarbij werden aantallen tot 50.000 genoemd. In de periode 1520 tot 1570 zullen feitelijk ongeveer 2000 mensen wegens hun geloofsovertuiging geëxecuteerd zijn, waarvan de meerderheid anabaptisten waren.  Dat was op een toenmalig inwonersaantal in de Nederlanden van ongeveer drie miljoen mensen. Dat aantal slachtoffers van 2000 is relatief het hoogste in Europa. Ter vergelijking: de meest actieve periode van de Spaanse inquisitie was van 1480 tot 1530. De raming van het aantal slachtoffers in die periode is ook ongeveer 2000, maar dat is op een bevolkingsaantal van zeven miljoen. Nergens was de wetgeving tegen ketters zo streng als in de Nederlanden. Het was het meest repressieve ketterijbeleid in Europa. 
Met name na 1560 is er voortdurend het gerucht dat de Spaanse inquisitie in de Nederlanden ingezet zou worden. Over die inquisitie werden de meest verschrikkelijke zaken verhaald. Die geruchten worden in pamfletten en vlugschriften door calvinisten en de geuzen verder gevoed. Het was een belangrijk deel van de anti-Spaanse propaganda. Met name de herstructurering van de bisdommen zou invoering van de Spaanse inquisitie in de Nederlanden als nevenschikkend doel hebben. Het staat vast dat zowel Karel V als Filips II nooit voornemens zijn geweest de Spaanse inquisitie hier te introduceren. Van Filips II is de uitspraak dat “de Nederlandse inquisitie meer zonder erbarmen was dan de Spaanse“.